# エタンブトール
エタンブトール（Ethambutol）は結核の治療に処方される静菌性の抗抗酸菌薬の一つである。商品名エブトール。エタンブトールは一般にイソニアジド、ピラジナミド、リファンピシンのような他の結核治療薬と併用される。非定型抗酸菌複合体やMycobacterium kansasii 感染症の治療にも有効である。
体内の亜鉛とキレートを形成するので亜鉛欠乏症により神経系の副作用が引き起こされるほか、肝障害やアレルギー反応等の副作用が起こり得る。視覚障害のため、米国の胎児危険度分類はCであるが、豪州の分類ではAである。日本では、“治療上の有益性が危険性を上回ると判断される場合にのみ”投与すべきとされている。また授乳婦については、米国では適切と認められる場合は可とされているが、日本では服用中は授乳を避けさせる事とされている。
2013年版のWHO必須医薬品モデル・リストに収載されている。

## 効能・効果
適応菌種
感性のあるマイコバクテリウム属
適応症
肺結核等の結核症、非定型抗酸菌複合体（マイコバクテリウム・アビウムコンプレックス 、MAC）等の非結核性抗酸菌症
海外ではその他のマイコバクテリウムMycobacterium kansasii 感染症の治療にも使われる。

## 禁忌
視覚障害が発生・増悪するおそれがあるので、下記の患者には原則禁忌となっている。発見が遅れ障害が高度になると、非可逆的になることがある。
- 視神経炎のある患者
- 糖尿病患者、アルコール中毒患者
- 乳幼児（米国では6歳以下には禁忌）

## 副作用
添付文書の重大な副作用の項には、視力障害（主として視神経炎による視力低下、中心暗点、視野狭窄、色覚異常等）、重篤な肝障害（劇症肝炎等）、ショック、アナフィラキシー、間質性肺炎、好酸球性肺炎、中毒性表皮壊死融解症（Toxic Epidermal Necrolysis：TEN）、皮膚粘膜眼症候群（Stevens-Johnson症候群）、紅皮症（剥脱性皮膚炎）、血小板減少 が記載されている。
併用が推奨されるリファンピシンは視覚障害と肝障害を増強し得るほか、イソニアジドは肝障害の原因となり得るので、充分な注意が求められる。
そのほか、末梢神経炎、関節痛、高尿酸血症、垂直性眼振等が発生し得るとされる。

## 作用機序
エタンブトールはTB bacilli の細胞壁合成を阻害して静菌的に作用する。細胞壁の中にはアラビノガラクタン中のD-アラビノースの5'-位の水酸基にミコール酸が結合したアラビノガラクタン・ペプチドグリカン・ミコール酸（mAGP）複合体が存在しているが、エタンブトールはアラビノシル転移酵素を阻害してアラビノガラクタンの生成を妨げ、mAGP複合体の生成を阻止し、細胞壁の透過性を亢進させる。

## 薬物動態学
消化管からの吸収は良好（75〜80%）で、全身の組織に分布する。血中濃度が最大になるまでの時間は2.8±0.6時間で半減期は2〜3時間前後（グラフより）である。48時間で尿中に60〜67%、糞中に12〜19%が排泄される:11-14。